# Anomalophylla mawi
Anomalophylla mawi är en skalbaggsart som beskrevs av Gilbert John Arrow 1946. Anomalophylla mawi ingår i släktet Anomalophylla och familjen Melolonthidae. Inga underarter finns listade i Catalogue of Life.